# Shanghuang, Chongqing
Shanghuang (kinesiska: 上磺) är en köping i sydvästra Kina. Den ligger i häradet Wuxi i storstadsområdet Chongqing, omkring 340 kilometer nordost om det centrala stadsdistriktet Yuzhong. Antalet invånare är 25 648. Befolkningen består av 12 833 kvinnor och 12 815 män. Barn under 15 år utgör 23,0 %, vuxna 15-64 år 66 %, och äldre över 65 år 10,0 %.